# Waldron (Michigan)
Pour les articles homonymes, voir Waldron.
Waldron est un village du comté de Hillsdale, dans l'État du Michigan, aux États-Unis. En 2020, il comptait une population de 505 habitants.